# Consistórios de Alexandre III
Esta entrada reúne a lista completa dos consistórios para a criação de novos cardeais presididos pelo Papa Alexandre III, com a indicação de todos os cardeais criados sobre os quais há informação documental (68 novos cardeais em 15 concistórios). Os nomes são colocados em ordem de criação.

## 18 de fevereiro de 1160
1. Milo, criado cardeal-diácono de Santa Maria em Aquiro (falecido após abril de 1160)

## 1163
1. Conrado de Wittelsbach, arcebispo de Mainz (Alemanha); criado cardeal-presbítero de São Marcelo (falecido em outubro de 1200)
2. Antonio, criado cardeal-presbítero de São Marcos (falecido em 1167)
3. Manfredo, O.S.B., criou o cardeal-diácono de São Jorge em Velabro (falecido em janeiro de 1178)
4. Ugo Ricasoli, criado cardeal-diácono de Santo Eustáquio (falecido em 1182)
5. Oderisio, O.S.B.Cas., Abade de S. Giovanni in Venere (Lanciano); criado cardeal-diácono (diaconia desconhecida) (falecido após abril de 1177)

## 1164
1. Hugo Pierleoni, Con.Reg. São Vítor, bispo de Placência; criado cardeal-bispo de Frascati (falecido em abril de 1167)
2. Otão, criado cardeal-bispo de Palestrina (falecido antes de 1176)
3. Benerede, O.S.B., abade de St. Crépin (Soissons); criou o cardeal-diácono (diaconia desconhecida) (morreu por volta de julho de 1180); abençoado
4. Teodino degli Atti, O.S.B., criado cardeal-presbítero dos Santos Vital, Valéria, Gervásio e Protásio (falecido em meados de 1186)
5. Pietro Caetani, cônego do capítulo da Catedral de Bolonha; criado cardeal-diácono de Santa Maria em Aquiro (falecido em 1165)
6. Vitellio, O.S.B., abade; criado cardeal-diácono dos Santos Sérgio e Baco (falecido em julho de 1175)
7. Girolamo, Can.Reg. S. Frediano (Lucca); criado cardeal-diácono de Santa Maria da Scala (falecido antes de 1177)
8. Eguillino, criado cardeal-diácono (diaconia desconhecida) (falecido antes de 1182)

## 15 de dezembro de 1165
1. Ermanno, vice-chanceler da Santa Igreja Romana; criado cardeal-presbítero de Santa Susana (falecido em 1170)
2. Galdino, arquidiácono e chanceler de Milão; criado cardeal-presbítero de Santa Sabina (falecido em abril de 1176); canonizado pelo Papa Alexandre III, sua festa ocorre em 18 de abril.
3. Raniero, criado cardeal-presbítero de Santo Eusébio (falecido antes de 1178)
4. Teodino, O.S.B.Cas., Abade de Montecassino; criado cardeal-presbítero (título desconhecido) (morreu 1166)
5. Pietro de Bono, Can.Reg. S. Maria di Reno; criado cardeal-diácono de Santa Maria em Aquiro (falecido em dezembro de 1187)
6. Ermanno, criado cardeal-diácono de Santo Ângelo em Pescheria (falecido por volta de 1170)
7. Bonifácio, criado cardeal-diácono de Santos Cosme e Damião (falecido em 1170)

## 1168
1. Giovanni, O.S.B., abade do mosteiro de S. Sofia (Benevento); criado cardeal-presbítero de São Sisto (falecido em 1177)
2. Rainaldo, O.S.B.Cas., Eleito bispo de Gaeta; criado cardeal-diácono (diaconia desconhecida) (falecido em fevereiro de 1188)

## 1170
1. Odone, criado cardeal-bispo de Frascati (falecido antes de fevereiro de 1172)
2. Gérard d'Autun, arquidiácono de Autun (França); criado cardeal-presbítero de Santo Estêvão no Monte Celio (falecido depois de 1176)
3. Vernavero, criado cardeal-presbítero de São Clemente (falecido em 1178)
4. Lesbio Grassi, criado cardeal-presbítero de Santa Susana (falecido por volta de 1177-78)
5. Leonato, O.S.B., abade do mosteiro de São Clemente em Cassaure; criado cardeal-diácono (diaconia desconhecido) (falecido 1182)
6. Arroz, criado cardeal-diácono de Santos Cosme e Damião (falecido em 1176)

## 1171
1. Ugo Pierleoni, Can.Reg. São Victor, criado cardeal-diácono de Santo Ângelo em Pescheria (morreu por volta de 1183)
2. Thibaud, O.S.B.Clun., Abade de Cluny; criado cardeal-presbítero de Santa Cruz de Jerusalém (falecido em novembro de 1188)
3. Lombardo, arcebispo de Benevento; criado cardeal-presbítero de São Ciríaco nas Termas de Diocleciano (falecido em 1179)
4. Laborante, criado cardeal-diácono de Santa Maria no Pórtico de Otávia (falecido em 1189-90)

## Setembro de 1173
1. Pedro, bispo de Meaux (França); criado cardeal-presbítero de São Crisógono (falecido em 1180)
2. Guglielmo, talvez Can.Reg. S. Maria di Reno; criado cardeal-presbítero de Santa Praxedes (falecido em dezembro de 1173)
3. Uberto Crivelli, arquidiácono da Catedral de Milão; criado cardeal-presbítero (título desconhecido); posteriormente eleito Papa Urbano III em 25 de novembro de 1185 (falecido em outubro de 1187)
4. Marcello, criado cardeal-diácono de São Jorge em Velabro (falecido no final de 1174)
5. Raniero, menor, criado  cardeal-diácono (diaconia desconhecida) (morreu no final de 1183)

## 7 de março de 1175
1. Vibiano, criado cardeal-diácono de São Nicolau no Cárcere (falecido depois de novembro de 1185)
2. Gerardo, criado cardeal-diácono (diaconia desconhecida) (falecido em 1178)

## Dezembro de 1176
1. Pedro, criado cardeal-presbítero de Santa Sabina (falecido antes de setembro de 1178)
2. Tiberio Savelli, criado cardeal-presbítero de Santa Cecília (falecido no início de 1178)
3. Gandolfo, O.S.B., abade do mosteiro de S. Sisto (Piacenza); criado cardeal-diácono de Santos Cosme e Damião (falecido em 1219)

## Março de 1178
1. Pietro, criado cardeal-presbítero de Santa Cecília (falecido em maio de 1178)
2. Pietro, criado cardeal-presbítero de São Lourenço em Lucina (falecido antes de 1190)
3. Matteo, Can.Reg. S. Frediano (Lucca); criado cardeal-diácono de Santa Maria da Scala (falecido antes de dezembro de 1182)
4. Gratian, legado papal na Inglaterra; criado cardeal-diácono de Santos Cosme e Damião (falecido em 1203)
5. Ardoino, criado cardeal-diácono de Santa Maria na Via Lata (falecido em 1182)

## 22 de setembro de 1178
1. Ardoino, Can.Reg. S. Frediano (Lucca); criado cardeal-presbítero de Santa Cruz de Jerusalém (falecido em 1184)
2. Giovanni, criado cardeal-diácono de Santo Ângelo em Pescheria (falecido entre 1181 e 1182); beato
3. Bernardo, criado cardeal-diácono de São Nicolau no Cárcere (falecido no final de 1181)
4. Rainier, criado cardeal-diácono de Santo Adriano no Fórum, depois de Eutichio (falecido em agosto de 1182)
5. Paulo, criado cardeal-diácono dos Santos Sérgio e Baco (falecido em 1181)
6. Eutichio, criado cardeal-diácono de Santo Adriano no Fórum (falecido em 1178)

## Dezembro de 1178
1. Pietro da Pavia, O.S.B., criado cardeal-bispo de Frascati (falecido em 1189)
2. Rogerio, O.S.B.Cas., criado presbítero cardeal de Santo Eusébio (falecido em 1184)
3. Mathieu d'Anjou, criado cardeal-presbítero de São Marcelo (falecido em 1183-84)
4. Herbert de Bosham, criado cardeal-diácono (diaconia desconhecido) (falecido em 1186)
5. Jacopo, criado cardeal-diácono de Santa Maria em Cosmedin

## Março de 1179
1. Henri de Marsiac, O.Cist., Abade de Claraval; criado cardeal-bispo de Albano (falecido em julho de 1188)
2. Guillaume de Champagne, arcebispo de Reims (França); criado cardeal-presbítero de Santa Sabina (falecido em setembro de 1202)
3. Roberto, criado cardeal-presbítero de Santa Prudenciana (falecido antes de 1188)
4. Galando, criado cardeal (o título ou diaconia é desconhecido)
5. Ildebert, criado cardeal-presbítero dos Santos Doze Apóstolos (falecido em 1182)
6. Paolo Scolari, cônego da Basílica de Santa Maria Maior; criado cardeal-diácono dos Santos Sérgio e Baco; posteriormente eleito Papa Clemente III em 19 de dezembro de 1187 (falecido em março de 1191)
7. Tiburtius, criado cardeal-diácono (diaconia desconhecida)

## 1180
1. Bernardo, criado cardeal-bispo de Palestrina (falecido em 1180)
2. Rolando Paparoni, criado cardeal-diácono de Santa Maria no Pórtico de Otávia (falecido em 1189)